# Unterseeboot 412
L'Unterseeboot 412 ou U-412 est un sous-marin allemand (U-Boot) de type VIIC utilisé par la Kriegsmarine pendant la Seconde Guerre mondiale.
L'U-412 n'endommagea ou ne coula aucun navire au cours de l'unique patrouille qu'il effectua.
Il fut coulé par l'aviation britannique au nord-est des îles Féroé, en octobre 1942.

## Conception
Unterseeboot type VII, l'U-412 avait un déplacement de 769 tonnes en surface et 871 tonnes en plongée. Il avait une longueur totale de 67,10 m, un maitre-bau de 6,20 m, une hauteur de 9,60 m, et un tirant d'eau de 4,74 m. Le sous-marin était propulsé par deux hélices de 1,23 m, deux moteurs Diesel F46 de 6 cylindres produisant un total de 2 060 à 2 350 kW en surface et de deux moteurs électriques Siemens-Schuckert GU 343/38-8 produisant un total 550 kW en plongée. Le sous-marin avait une vitesse en surface de 17,7 nœuds (32,8 km/h) et une vitesse de 7,6 nœuds (14,1 km/h) en plongée. Immergé, il avait un rayon d'action de 80 milles marins (150 km) à 4 nœuds (7,4 km/h ; 4,6 milles par heure), en surface, son rayon d'action était de 8 500 milles nautiques (soit 15 700 km) à 10 nœuds (19 km/h).
L'U-412 était équipé de cinq tubes lance-torpilles de 53,3 cm (quatre montés à l'avant et un à l'arrière) et embarquait quatorze torpilles. Il était équipé d'un canon de pont de 8,8 cm SK C/35 (220 coups) et d'un canon anti-aérien de 20 mm Flak. Son équipage comprenait 47 sous-mariniers. 

## Historique
Le sous-marin fut commandé le 30 octobre 1939 à Dantzig (Danziger Werft), sa quille fut posée le 7 mars 1941, il fut lancé le 15 décembre et mis en service le 29 avril 1942, sous le commandement du Kapitänleutnant Walther Jahrmäker.
L'U-Boot commence sa phase d'entraînement dans la 8. Unterseebootsflottille le 29 avril 1942, puis prend son service actif le 1er octobre de la même année dans la 9. Unterseebootsflottille jusqu'à sa perte.

### Patrouille et perte
L'U-412 quitte Kiel le 17 octobre 1942 pour sa seule patrouille.
Après six jours en mer, il est coulé le 22 octobre 1942 à la position 63° 55′ N, 0° 24′ E, au nord-est des îles Féroé par des charges de profondeur lancées par un avion Vickers Wellington britannique.
Les 47 membres d'équipage meurent dans cette attaque.

## Commandement
- Kapitänleutnant Walther Jahrmärker du 29 avril 1942 au 22 octobre 1942

### Sources
- (en) Cet article est partiellement ou en totalité issu de l’article de Wikipédia en anglais intitulé « German submarine U-412 » (voir la liste des auteurs).